# St. Michael (Bremenhof und Käshof)
St. Michael ist eine nach dem Erzengel Michael benannte Kapelle 125 Meter südlich der Orte Bremenhof und Käshof. Sie gehört zur evangelisch-lutherischen Kirchengemeinde St. Andreas (Wassermungenau) im Dekanat Windsbach.
St. Michael wurde unter Eigenleistung der Bewohner 2007 errichtet. Bei beiden Orten soll einstmals eine Kirche gestanden haben. 
Die Kapelle hat einen rechteckigen Grundriss von etwa 3 Meter (Nord- und Südseite) × 4 Meter (West- und Ostseite) und schließt mit einem Satteldach ab. Die Kapelle ist fensterlos und hat an der Nordseite eine Stichbogenöffnung, die mit gusseisernen Türflügeln verschlossen ist. Der Innenraum bietet keine Sitzmöglichkeiten. An der Südseite befindet sich der Altar, darüber ist ein Holzkruzifix angebracht, über diesem eine Taube, die den Heiligen Geist symbolisiert. Links vom Kruzifix ist eine Holzstatue des Erzengels Michael angebracht. 2014 wurde an der Nordseite ein Glockentürmchen aufgepflanzt, das am 28. September 2014 in einer ökumenischen Andacht eingeweiht wurde. Der Ton der Glocke ist ein gis. 

## Weblink
- Kapelle zum Erzengel Michael auf der Website bistum-eichstaett.de

Koordinaten: 49° 11′ 59,8″ N, 10° 50′ 4,2″ O